# Рянни, Карл Густавович
Карл Густавович Рянни — советский военный, государственный и политический деятель, полковник.

## Биография
Родился в 1894 году в деревне Исаково. Член КПСС с 1912 года.
С 1910 года — на хозяйственной, общественной и политической работе. В 1910—1989 гг. — чернорабочий, юнга на Императорском Балтийском флоте, участник первой мировой войны, Февральской и Великой Октябрьской революций, телеграфист В. И. Ленина, участник гражданской войны, участник подавления кронштадтского мятежа в 1921 году, военный связист морского флота, участник Великой Отечественной войны, инспектор по боевой подготовке в ВМФ, начальник службы наблюдения и связи Волжской, Днепровской военных флотилий, участник ветеранского революционного движения.
Именно К. Г. Рянни передал первые декреты Октябрьской революции.
Умер в Санкт-Петербурге в 1994 году через два месяца после столетия.